# San José (Tlanchinol)
San José es una localidad de México localizada en el municipio de Tlanchinol en el estado de Hidalgo.

## Geografía
Se encuentra en la región geográfica de la Huasteca hidalguense. Le corresponden las coordenadas geográficas 21° 04’ 08.792” de latitud norte y 98° 35’ 39.962” de longitud oeste, con una altitud de 435 m s. n. m. Cuenta con un clima semicálido húmedo con lluvias todo el año.
En cuanto a fisiografía se encuentra en la provincia de la Sierra Madre Oriental, dentro de la subprovincia de Carso Huasteco; su terreno es de sierra. En lo que respecta a la hidrografía se encuentra posicionado en la región del Pánuco, dentro de la cuenca del río Moctezuma, y en la subcuenca del Río San Pedro.

## Demografía
En 2020 registró una población de 991 personas, lo que corresponde al 2.63 % de la población municipal. De los cuales 482 son hombres y 509 son mujeres.
| Gráfica de evolución demográfica de San José entre 1921 y 2020                               |
|                                                                                              |
| Población de los censos y conteos del Instituto Nacional de Estadística y Geografía (INEGI). |